# Ramya Iyer
Ramya Iyer (n. 9 de enero de 1982 en Calcuta), es una cantante y compositora india. Se hizo conocida con su primer tema musical titulado "Aaj Jaane ki Zidd" para MTV Coke Studio (India), siendo una canción ghazal clásico.

## Biografía
Ella nació en Calcuta y reside actualmente en Delhi. Ella es mitad tamil y bengalí.

## Carrera
Eamya es la vocalista de una banda de género fusión popular, iniciado por Suresh Mendoza, un reconocido intérprete por cantar sus temas musicales en varios idiomas de la India. Ella también forma parte de la banda llamada Killer Fan, un grupo de género alt-rock electrónico. Killer Fan lanzó su primer álbum debut titulado "HelloSinNation" en el 2013. El grupo Rollcage, se unió a Ramya Iyer, para interpretar una canción titulada "alaaps", al estilo indostaní clásica, esta canción fue reconocida como una de las mejores del 2013 por RSJ. Ella además se ha asociado con la productora "Asian Underground", administrado por Talvin Singh, en la realizando varias producciones con él, en numerosas ocasiones.
Ella colaboró con DJ Teenu Arora, para lanzar dos singles titulados "Desde" y "Set Me Free.